# 丹尼森南鰍
丹尼森南鰍（學名：Schistura denisoni）為輻鰭魚綱鯉形目條鰍科南鰍屬的其中一種。分布於亞洲印度馬哈拉施特拉邦的巴瓦尼河流域，體長可達5公分，棲息在河川底層水域，生活習性不明。

## 扩展阅读
維基物種上的相關：丹尼森南鰍